# Zielschiff

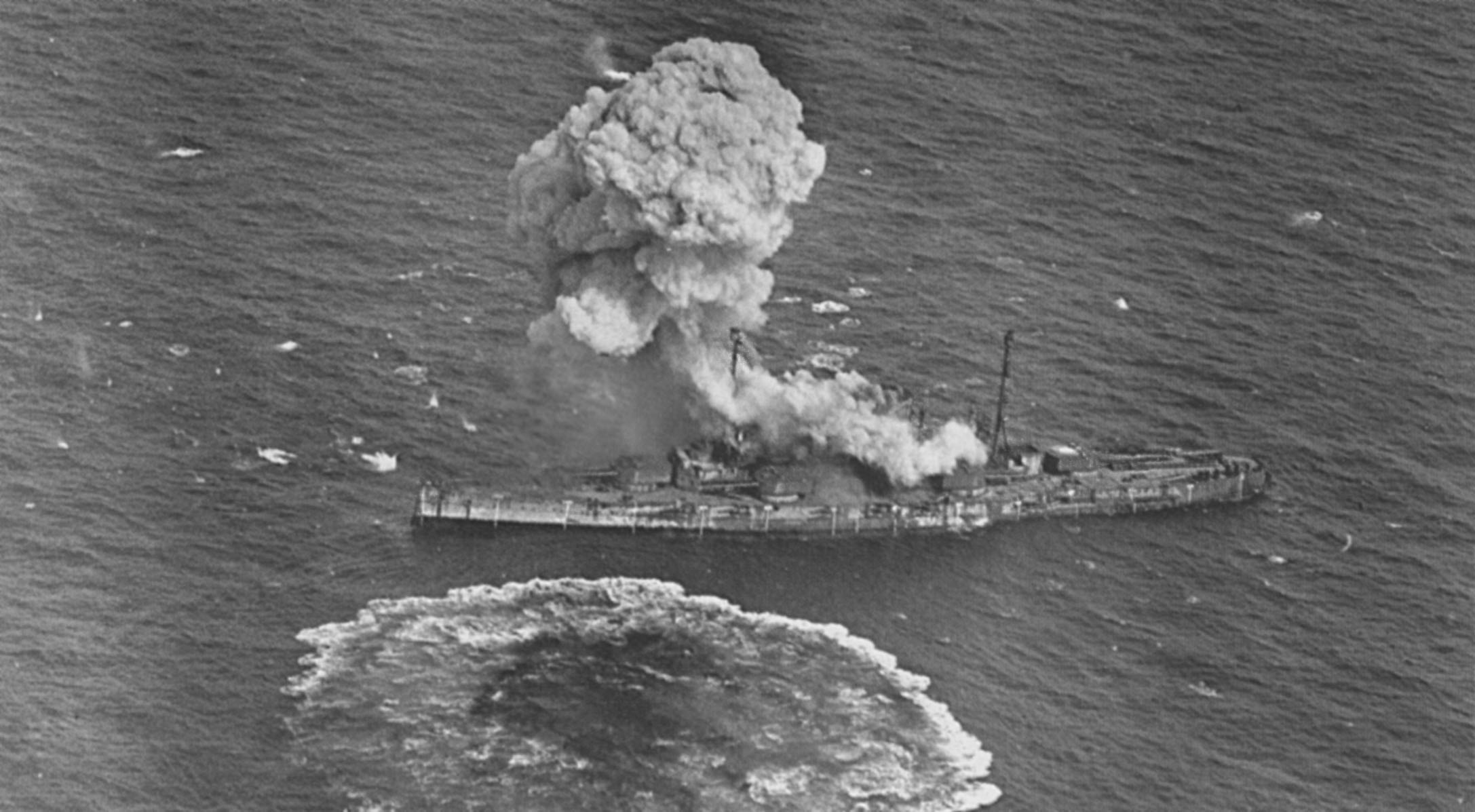
Das ehemalige deutsche Linienschiff Ostfriesland als Zielschiff für Luftangriffe der US-Navy (1921)

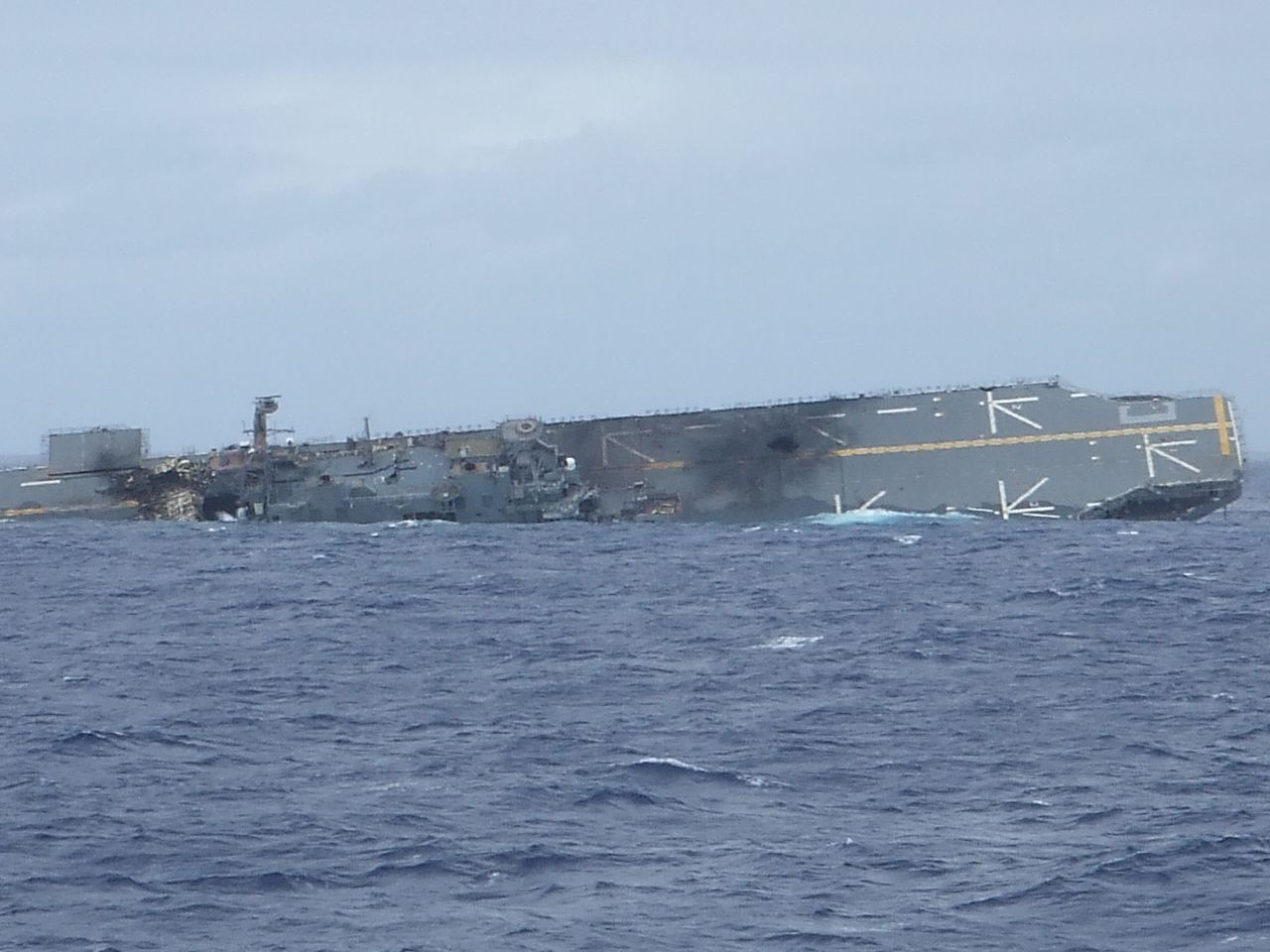
Versenkung des amphibischen Angriffsschiffs Belleau Wood als Zielschiff (2006)

Als Zielschiff werden Kriegs- oder Hilfsschiffe bezeichnet, die zur Unterstützung der Gefechtsausbildung oder Waffenerprobung als Ziele benutzt werden. Im Rahmen der Ausbildung können sie für Entfernungsmessübungen dienen, jedoch auch als Ziele für den Beschuss mit Torpedos, Flugkörpern oder Artillerie oder den Abwurf von Torpedos oder Bomben aus Flugzeugen. Zielschiffe werden für diesen Zweck nicht gesondert gebaut. Stattdessen werden ältere Schiffsmodelle, nicht mehr gebräuchliche Schiffstypen oder nicht benötigte Beuteschiffe aus Kriegen diesem Zweck zugeführt. Häufig werden jedoch durch Umbauten oder den Aufbau besonderer Anlagen oder Imitationsgeräte (Simulatoren) andere Schiffsklassen dargestellt, als die, der das Zielschiff ursprünglich angehörte.
Bei der Überführung zum Beschießungsort werden Zielschiffe von besonderen Kommandos bedient, die vor Beginn der Übung von Bord gehen. Um das Schiff auch danach bewegen zu können, sind Antriebs- und Steueranlagen für die Funk-Fernbedienung vorbereitet. In Deutschland wurden beispielsweise die ehemaligen Linienschiffe Zähringen ab 1915 und Hessen ab 1935 als ferngelenkte Zielschiffe für die Ausbildung des Personals der Kriegsmarine eingesetzt.
Zielschiffe ohne Antrieb oder Steueranlage, die nur noch geschleppt werden können, werden als Zielhulk bezeichnet. Je nach Übungszweck können Zielschiffe ankern oder fahren und für den wiederholten oder einmaligen Gebrauch (Versenkung) vorgesehen sein. Zielschiffe für den mehrmaligen Gebrauch können auch mit Kork oder festen Schäumen gefüllt werden, um das Untergehen zu verhindern oder hinauszuzögern.
Als Zielschiff für die Torpedoausbildung kann auch jedes aktive Schiff verwendet werden, wenn dabei wie fast immer mit Torpedos ohne Gefechtskopf geschossen wird, deren Lauftiefe so groß eingestellt wird, dass sie das Zielschiff unterlaufen. Oft dienen als Zielschiffe dabei die Torpedofangboote, welche die Übungstorpedos dann auch wieder bergen.

## Liste von Zielschiffen (Auswahl)
- Panzerkorvette Bayern, Kaiserliche Marine, 1878–1919
- Linienschiff Baden, Royal Navy, 1919
- Linienschiff Zähringen, Reichsmarine / Kriegsmarine, 1928–1944
- Linienschiff Hessen, Deutsche Kriegsmarine, 1937, dann Sowjetunion, 1946
- Linienschiff Schleswig-Holstein, Sowjetunion, 1946
- Schwerer Kreuzer Lützow, Sowjetunion, 1947
- Zerstörer Zerstörer 1, Deutsche Marine, 1979
- Amphibisches Angriffsschiff Belleau Wood, US Navy, 2006
- U-Boot-Begleitschiff Saar, französische Marine, 26. Februar 1976
- Schwerer Kreuzer Prinz Eugen, US-amerikanische Marine, 1. Juli 1946